# 上村次敏
上村 次敏（うえむら つぐとし 1934年 - 1998年）は、日本の画家。逆さ絵や錯視を利用した精密な作品が特徴とされる。

## 来歴
1934年、福岡県久留米市に生まれる。宮崎県立宮崎大宮高等学校を卒業後、1956年に上京。1957年、武蔵野美術学校に入学。1959年、同校在学中に第3回シェル美術賞を受賞する。1961年、丸善石油美術奨励賞選抜展出展。担当教授に卒業課題の卒業制作を有名作家のコピーと誤解されて卒業できず、同校を中退する。1962年、第2回太平洋青年美術家展に入選。1963年には第3回パリ青年ビエンナーレ展に日本代表として宮脇愛子、渡辺恂三、工藤哲巳らとともに出展。同年、現代日本美術展入選、二紀会同人努力賞受賞。
1967年、第4回国際青年美術家展に入選する。しかし仕事が多忙であったことから、同年から1982年まで作品を発表しなかった。この間に二紀会も退会している。
1982年、青木画廊第1回個展開催。1986年、青木画廊第2回個展「交錯する視角、二つの視点?」開催。1997年、TIaF展（東京国際アート・フェスティバル展）を東京国際フォーラムで開催。
1998年、死去。享年64。

## 作品収蔵先
- 東京国立近代美術館
- 埼玉県立近代美術館
- 福岡市美術館
- 宮崎県立美術館
- 高鍋町立美術館